# Иль (кочевые племена Ирана)
Иль — название организованной политической единицы, основанной на племенных или родственных отношениях и социально-экономических связях между различными группами кочевых племен. Данный термин обычно применяется к кочевым племенам, проживающим на определенной местности. 
Слово имеет тюркско-монгольское происхождение. Его появление датируется VIII веком по григорианскому календарю или же II веку по солнечной хиджре. Термин «иль» получил широкое распространение и разнообразную смысловую наполненность. В старинных текстах, написанных на тюркском и персидском языках, можно найти такие значения этого слова как «административно-территориальная единица «вилайет», мир и дружба, род и племя, покорность и послушность, народ и общество.
В тексте «Джами ат-таварих» (Сборнике летописей) составленном Фадлуллахом Рашид ад-Дином   были неоднократно использованы слова  «иль кярдан» и «иль шодан» со значением «подчиняться» и «становиться послушным и покорным»
. 
В эпоху Хулагуидов ильханами назывались монгольские правители Ирана, находящиеся в подчинении и послушании великого монгольского хана Хулагу.
В старинных текстах, посвященных географии, встречаются персоязычные слова «рама» (раме, множ. число ромум)
 и «зама» (заме, множ. число зомум) в качестве синонимов к словам «иль» и «тайфа» (племя) и обозначающих курдские племена кочевых скотоводов региона Фарс. Сегодня же слово «зома» (заме) применяется для обозначения кочевья, состоящего из нескольких проживающих в палатках семей курдских племен в западных регионах Ирана. 
В арабском, а также тюркских языках, встречается большое количество слов, синонимичных понятию «иль» (и синонимичных друг с другом), которые описывают кочевое население без привязки к социокультурным и политическим реалиям (араб.: ашира – множ. число ашаир, кабиля – множ. кабаиль, тайифа – множ. тавайиф; тюркск.: оймак – множ. оймакат, улус – множ. улусат).